# (33697) 1999 KJ11
1999 KJ11 (asteroide 33697) é um asteroide da cintura principal. Possui uma excentricidade de 0.07037140 e uma inclinação de 7.58877º.
Este asteroide foi descoberto no dia 18 de maio de 1999 por LINEAR em Socorro.